# زياد مخزومي
زياد مخزومي (ولد في بيروت، لبنان في 20 يناير 1955) هو متحدث عام ومدرب ومدير تنفيذي للأعمال يشغل حالياً منصب الرئيس التنفيذي لشركة فقيه للتلقيح الصناعي.

## التعليم والعمل
حصل على شهادة البكالوريوس في الهندسة الإلكترونية وماجستير إدارة الأعمال في العلوم المالية والمصرفية.
في عام 1981، بدأ حياته المهنية مع بوز ألين وهاملتون مستشاريّ الإدارة العالمية.
من عام 1985 وحتى عام 2000، أصبح زياد المدير المالي والمدير التنفيذي لشركة قابضة خاصة مقرها في لوكسمبورغ وله أعمال في أمريكا الشمالية وأوروبا ومنطقة الشرق الأوسط.
من عام 2001 وحتى تعيينه في منصب المدير المالي لشركة أرابتك القابضة في عام 2008، قاد زياد العديد من مشاريع إعادة الهيكلة الاستراتيجية في أوروبا والشرق الأوسط وأمريكا الشمالية.
في عام 2013، أصبح الرئيس التنفيذي لشركة فقيه IVF وهي مجموعة طبية متخصصة في الخصوبة ومقرها الإمارات العربية المتحدة والرائدة في دول مجلس التعاون الخليجي في العقم عند الرجال والنساء.

## الجوائز
- في عام 2009، جائزة المدير المالي الثوري للعام.[8]
- في عامي 2010 و2011، جائزة التميز في التمويل.[8]
- في عام 2010، أدرجته صحيفة وول ستريت جورنال ضمن أفضل 20 من صناع القرار غير المالكين في الإمارات.[5]
- في عام 2012، جائزة أعظم إعجاب المدير المالي في الشرق الأوسط.[8]
- في عام 2012، أدرجته أريبيان بزنس ضمن قائمة أفضل 500 مؤثر عربي في العالم ومؤخراً بين أفضل 50 بريطانياً مؤثراً في الإمارات.[9]
- في عام 2014، جائزة الرئيس التنفيذي للرعاية الصحية للعام من مجلة ذي ميدل إيست.[10]